# Mimostrangalia cornix
Mimostrangalia cornix là một loài bọ cánh cứng trong họ Cerambycidae.